# Пик (королевство)
Пик (англ. Peak) — бриттское королевство эпохи Древнего Севера, существовавшее в 525—590 годах. Также известно как Южные Пеннины.

## История
Королевство Пик возникло в 525 году, когда король Пеннин Пабо Опора Британии, уходя в монастырь, разделил государство между своими сыновьями: Сауилом и Динодом. Сауил получил Пик, южную часть Пеннин, а Динод — королевство Дунотинг, северную.
В 590 году Пик был захвачен англосаксонским королевством Берниция.

## Правители
| Имя                | Годы правления |
| ------------------ | -------------- |
| Сауил Высокомерный | 525—590        |